# Anstalten Mariefred
Anstalten Mariefred  är en sluten anstalt belägen vid Bondängen, två kilometer nordost om Mariefreds centrum.
Anstalten byggdes 1958 som en ungdomsanstalt. Tillsammans med Anstalten Hällby utgjorde Mariefred den mest slutna delen av ungdomsfängelsesystemet. Under 1970-talet blev anstalten en så kallad riksanstalt med hela Sverige som upptagningsområde.

## Incidenter
Två intagna på anstalten tog den 23 september 2004 två vårdare som gisslan och lyckades med hjälp av en bil, parkerad innanför murarna, rymma. Efter att ha släppts ut genom anstaltsporten av personal behöll rymlingarna fortfarande en av vårdarna som gisslan. Rymningen föranledde kriminalvårdsstyrelsens generaldirektör Lena Häll-Eriksson att 24 september avgå från sin post.